# Бизас
Бизас (антгрч.  — Бизас, модерно Výzas — Визас]) је, према старогрчкој легенди, био грчки насељеник (колониста) из дорске колоније у Мегари, који се посавјетовао са делфијском пророчицом у аполонском храму у Делфима. Пророчица је Бизасу рекла да оде у „Земљу слијепих“ и да се тамо настани. Предводећи скупину мегарских колониста, Бизас је пронашао мјесто са одличним положајем насупрот Халкедону, на ушћу Босфорског мореуза у Мраморно море. Бизас је помислио и утврдио да је Халкедон морао бити слијеп кад је изабрао земљу на азијској страни Босфора, која је била далеко слабијег значаја од земље на европској страни мореуза. Према предању, Бизас је 667. пре нове ере подигао Византион на европској страни, тако испуњавајући пророчанство.
У грчкој митологији, Бузас је био Посејдонов син.